# Nemophas subterrubus
Nemophas subterrubus là một loài bọ cánh cứng trong họ Cerambycidae.